# Graco (prefeito urbano)
Graco (em latim: Gracchus) foi um oficial romano do século IV, ativo no reinado dos imperadores Graciano (r. 375–383), Valentiniano II (r. 375–392) e Valente (r. 364–378). Foi prefeito urbano de Roma entre 376 e 377 e em seu ofício destruiu um templo de Mitra e foi batizado cristão.